# Max Bastian

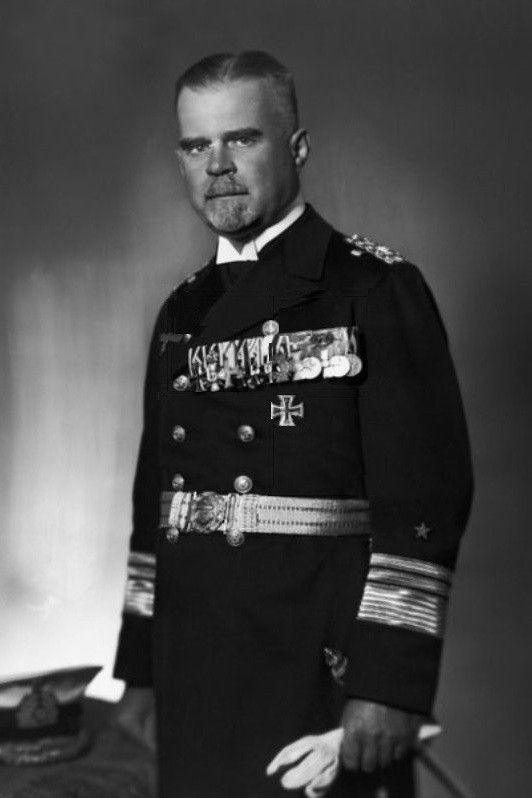
Max Bastian

Max Bastian (* 28. August 1883 in Spandau; † 11. März 1958 in Wilhelmshaven) war ein deutscher Admiral sowie von September 1939 bis Oktober 1944 Präsident des Reichskriegsgerichts.

## Leben
Max war der Sohn des Privatbaumeisters und Fabrikbesitzers Franz Bastian und trat nach dem Besuch des Königlichen Gymnasiums in Spandau am 1. April 1902 als Seekadett in die Kaiserliche Marine ein. Er absolvierte seine Schiffsausbildung auf der Kreuzerfregatte Moltke und kam anschließend an die Marineschule. Nach Abschluss der Ausbildung erfolgte am 1. Oktober 1904 seine Versetzung zum Ostasiengeschwader; er versah dort Dienst auf dem Großen Kreuzer Hansa. Am 29. September 1905 erfolgte seine Beförderung zum Leutnant zur See und ab Oktober 1905 wurde Bastian als Wachoffizier auf dem Kanonenboot Luchs eingesetzt. Nach seiner Rückkehr nach Deutschland kam er am 21. November 1906 zunächst an Bord des Linienschiffes Schwaben und wurde am 4. April 1907 als Wachoffizier auf das Linienschiff Kaiser Friedrich III. versetzt. In gleicher Funktion wechselte Bastian am 1. Oktober auf das Linienschiff Kaiser Barbarossa und wurde hier am 15. Oktober 1907 zum Oberleutnant zur See befördert. Vom 1. Oktober 1908 bis 14. September 1910 war er Kompanieoffizier in der I. Abteilung der Schiffsstammdivision, um anschließend bis 30. September 1912 als Wachoffizier auf dem Linienschiff Preußen eingesetzt zu werden. Bis zum 30. Juni 1914 folgte eine Kommandierung an die Marineakademie in Kiel und seine zwischenzeitliche Beförderung am 22. März 1913 zum Kapitänleutnant.

### Erster Weltkrieg
Für einen Monat wurde er zur Verfügung der Inspektion des Bildungswesens der Marine gestellt und mit Ausbruch des Ersten Weltkriegs als Wachoffizier auf den Kleinen Kreuzer Amazone versetzt. Ab 23. Oktober 1914 erfolgte seine Verwendung zunächst als Flaggleutnant, dann als Admiralstabsoffizier in verschiedenen Stäben der Ostsee. Bastian war maßgeblich an der Planung des Unternehmen Albions beteiligt. Für sein Wirken während des Krieges wurde Bastian mit beiden Klassen des Eisernen Kreuzes, dem Ritterkreuz des Königlichen Hausordens von Hohenzollern mit Schwertern, dem Mecklenburgischen Kriegsverdienstkreuz II. Klasse sowie den Hanseatenkreuzen von Bremen, Hamburg und Lübeck ausgezeichnet.
Am 17. November 1916 wurde sein Sohn Helmut geboren, der wie sein Vater eine Marinelaufbahn einschlug, gründete 1947 die Reederei Helmut Bastian.

### Weimarer Republik
Nach dem Ende des Ersten Weltkrieges war er kurzzeitig als Marineverbindungsoffizier im Grenzschutz Ost sowie im Marinearchiv tätig und wurde dann in die Reichsmarine übernommen. Für ein knappes halbes Jahr war er Zweiter Admiralstabsoffizier im Stab des Befehlshabers der Marinestation der Ostsee, kam dann als Abteilungsleiter in die Marineleitung nach Berlin und wurde hier am 29. Juni 1920 zum Korvettenkapitän befördert. Bei der Deutschen Verlagsanstalt in Leipzig erschien 1922 die zehnbändige Ausgabe des Werkes „Der große Krieg (1914-1918)“ an dem Bastian mit mehreren anderen Autoren mitgewirkt hat. Ihm oblag die Verantwortung für den Band 4 zum Thema des Ostseekrieges. Die textlichen und bildlichen Darstellungen sind eine einzige Verherrlichung des verloren gegangenen Ersten Weltkrieges. Vom 15. Juni 1923 bis 31. März 1924 war Bastian, unterbrochen von einer zweimonatigen Verwendung auf dem Linienschiff Elsass, wieder im Marinearchiv tätig. Dann folgte bis zum 3. Januar 1926 die Versetzung als Navigationsoffizier auf das Linienschiff Braunschweig. Am 4. Januar 1926 ernannte man Bastian zum Ersten Admiralstabsoffizier im Flottenkommando und beförderte ihn am 1. April 1927 zum Fregattenkapitän. Vom 1. Oktober 1928 führte er für ein Jahr als Kommandant das Linienschiff Schlesien, wurde zwei Monate später am 1. Dezember 1928 Kapitän zur See und kam im Anschluss daran bis Ende September 1932 als Leiter der Haushaltsabteilung Gruppe Marine (HAMar) in das Reichswehrministerium nach Berlin.

### Drittes Reich
Am 1. Oktober 1932 ernannte man Bastian zum Befehlshaber der Linienschiffe (BdL) und beförderte ihn am 1. September 1933 zum Konteradmiral. Nachdem er das Kommando am 30. September 1934 abgegeben hatte, setzte man ihn für ein Jahr als II. Admiral der Ostsee (II A.d.O.) ein. Im Anschluss daran war Bastian vom 1. Oktober 1935 bis 3. April 1938 Chef des Allgemeinen Marineamtes (Abteilung B oder kurz B) beim Oberbefehlshaber der Kriegsmarine. In dieser Funktion wurde er am 1. Dezember 1935 zunächst zum Vizeadmiral und am 1. April 1938 zum Admiral befördert. Bis 30. September 1938 stand er zur Verfügung des Oberkommandos der Wehrmacht. Anschließend diente er als Präsident des Reichsfürsorge- und Versorgungsgerichts der Wehrmacht.

#### Präsident des Reichskriegsgerichtes
Obwohl er niemals eine juristische Ausbildung absolviert hatte, fungierte Bastian nach dem Beginn des Zweiten Weltkriegs, vom 12. September 1939 an, als Präsident des Reichskriegsgerichts. In dieser Funktion verantwortete er zahlreiche Todesurteile. Unter den Opfern war auch der österreichische Kriegsdienstverweigerer Franz Jägerstätter.
Der erkrankte Max Bastian wurde 1943/44 durch Paul von Hase vertreten. 
Er erhielt Mitte Oktober 1944 das Ritterkreuz des Kriegsverdienstkreuzes mit Schwertern, wurde am 31. Oktober 1944 zur Verfügung des Oberbefehlshabers der Kriegsmarine gestellt und am 30. November 1944 in den Ruhestand verabschiedet.

### Anklage wegen Kriegsverbrechen
Am 27. März 1947 wurde Bastian von der britischen an die französische Besatzungsmacht übergeben und diverser Kriegsverbrechen beschuldigt. Vom 12. Mai 1947 saß er im Zuchthaus zu Wittlich und anschließend bis zum 17. April 1948 in der Bastion XII ein, ohne dass es zu einer Gerichtsverhandlung kam.

## Schriften
- Der Große Krieg 1914–1918. Band 4: Der Seekrieg, Der Krieg um die Kolonien, Die Kampfhandlungen in der Türkei, Der Gaskrieg, Der Luftkrieg. mit Eberhard Heydel und Otto Groos, Deutsche Verlagsanstalt Leipzig, Leipzig 1922.